# Пашалы Первое
Пашалы Первое (азерб. Birinci Paşalı, также переводят как Биринджи Пашалы) — село в административно-территориальном округе Удуллу Первого Аджикабульского района Азербайджана.

## Этимология
Село происходит от рода Пашалы и числительного первое.

## История
Село основано в 1876 году после разделения села Пашалы на 2 части.
Кочевье Пашалы в 1886 году согласно административно-территориальному делению Бакинской губернии относилось к Шорбачинскому сельскому обществу Джеватского уезда.
Село Пашалы в 1913 году согласно административно-территориальному делению Бакинской губернии относилось к Шорбачинскому сельскому обществу Шемахинского уезда.
После реформы административного деления и упразднения уездов в 1929 году был образован Удуллинский сельсовет в Карасуинском районе Азербайджанской ССР. Позже район упразднен, село вошло в состав Али-Байрамлинского района, но в 1939 году село передано в состав Кази-Магомедского района.
4 декабря 1959 года Кази-Магомедский район ликвидирован, а село передано в состав Али-Байрамлинского района.
Согласно административному делению 1961 года село Пашалы Первое входило в Удуллинский сельсовет Али-Байрамлинского района Азербайджанской ССР. В 1963 году Али-Байрамлинский район упразднен, а села Удуллинского сельсовета, в числе которых было и Пашалы Первое, переданы в состав Шемахинского района.
24 апреля 1990 года село передано в состав новообразованного Аджикабульского района.
В 1999 году в Азербайджане была проведена административная реформа и внутри Удуллинского административно-территориального округа был учрежден Шорбачинский муниципалитет Аджикабульского района.
15 мая 2003 года село передано в новообразованный Шорбачинский административно-территориальный округ, но в 2009 году АТО ликвидирован, а село возвращено в муниципалитет и АТО Удуллу Первого.

## География
Пашалы Первое расположено на берегу Пирсаат.
Село находится в 6 км от центра АТО Первого Удуллу, в 32 км от райцентра Аджикабул и в 146 км от Баку. Ближайшая железнодорожная станция — Мугань.
Село находится на высоте 137 метров над уровня моря.

## Население
| Численность населения | Численность населения | Численность населения | Численность населения | Численность населения |
| 1886                  | 1911                  | 1987                  | 1999                  | 2009                  |
| --------------------- | --------------------- | --------------------- | --------------------- | --------------------- |
| 498                   | ↘426                  | ↘70                   | ↗461                  | ↘417                  |

В 1886 году в селе проживало 498 человек, все — азербайджанцы, по вероисповеданию — мусульмане-шииты.
Население преимущественно занимается разведением животных.

## Климат
| Показатель                    | Янв. | Фев. | Март | Апр. | Май  | Июнь | Июль | Авг. | Сен. | Окт. | Нояб. | Дек. | Год  |
| ----------------------------- | ---- | ---- | ---- | ---- | ---- | ---- | ---- | ---- | ---- | ---- | ----- | ---- | ---- |
| Средний суточный максимум, °C | 5,0  | 6,3  | 9,7  | 17,5 | 23,0 | 28,0 | 31,3 | 32,4 | 26,1 | 19,7 | 14,9  | 8,2  | 18,8 |
| Средняя температура, °C       | 2,5  | 3,0  | 5,8  | 12,6 | 17,8 | 22,6 | 25,6 | 25,9 | 21,0 | 15,3 | 11,2  | 4,6  | 14,0 |
| Средний суточный минимум, °C  | −0,8 | −0,2 | 2,2  | 7,8  | 12,6 | 17,3 | 20,0 | 19,4 | 16,0 | 10,9 | 7,5   | 1,1  | 9,2  |
| Норма осадков, мм             | 27   | 28   | 36   | 47   | 37   | 31   | 14   | 12   | 23   | 39   | 31    | 29   | 354  |

Среднегодовая температура воздуха в селе составляет +14,0 °C. В селе полупустынный климат.

## Инфраструктура
В селе расположен медицинский пункт.